# Villa René Lalique
La villa René Lalique est située en Alsace dans le parc naturel régional des Vosges du Nord, dans le village de Wingen-sur-Moder.
Elle détient au sein de sa structure un hôtel classé 5 étoiles ainsi qu’un restaurant gastronomique classé 2 étoiles au Guide Michelin et une cave à vin. La villa est membre de la collection Relais & Châteaux depuis 2016 et appartient à l'association Grandes Tables du Monde.
La villa René Lalique se veut être un show room du savoir-faire Lalique, on y retrouve donc du mobilier de la ligne Lalique, des objets décoratifs fait de cristal et des bijoux.

## Histoire
Cette villa a été conçue par René Lalique en 1920, le fondateur de Lalique ; elle fut sa résidence principale lors de ses séjours en Alsace.
En 1945 lors de sa disparition, son fils Marc Lalique et sa petite-fille Marie-Claude Lalique vont continuer à séjourner dans cette maison familiale.[réf. souhaitée]

## Architectures
Silvio Denz, le président directeur général de Lalique depuis 2008, souhaite créer de nouvelles perspectives pour cette villa. Il va donc contacter deux architectes d’intérieurs : Lady Tina Green et Pietro Mingarelli. La volonté de Silvio Denz lors de la rénovation était de garder le caractère authentique de cette maison tout en conciliant l’esprit du travail du maître verrier, bijoutier et joaillier français de René Lalique.
Le restaurant et la cave vont être conçus par Mario Botta un architecte suisse. Il va réaliser son travail avec l’esprit d’intégrer ces bâtiments dans son environnement naturel. Le restaurant est donc aménagé avec des colonnes de grès des Vosges et des baies vitrées donnant une vue sur la nature.

## Le restaurant
Le restaurant est décoré de deux étoiles Michelin décrochées le 1er février 2016. 
Il est présidé par le chef Paul Stradner, entouré d’une brigade d’une quinzaine de personnes. 

## La cave
La cave de la villa René Lalique mesure plus de 200 m2 et compte une collection de plus de 12 000 bouteilles. Les vins sont exposés derrière des grandes baies vitrées afin que les clients puissent avoir une vue sur la collection de vins. 
Romain Iltis  est le chef sommelier de la Villa René Lalique, il sélectionne les vins proposés aux restaurants. Il a été élu Meilleur Ouvrier de France en 2015 et Meilleur Sommelier de France en 2012.[réf. souhaitée]

## L'hôtel
Les designers Lady Tina Green et Pietro Mingarelli ont imaginé six suites avec chacune un thème défini : Rose, Dragon, Zeila, Hirondelles, Masque de femme et Dahlia.[réf. souhaitée]